# 中山咲
中山 咲（なかやま さき、1989年8月16日 - ）は、日本の小説家。岐阜県出身。

## 経歴・人物
2006年、岐阜県立大垣北高校3年生の時に「ヘンリエッタ」で第43回文藝賞受賞。中学校時代から小説を書き始め、高校でも文芸部に所属していた。朝井リョウは高校の同級生である。その後、京都大学文学部に進学し卒業。

## 作品リスト

### 単行本
- 『ヘンリエッタ』（2006年11月、河出書房新社）ISBN 4309017908
  - 初出: 「ヘンリエッタ」（『文藝』2006年冬号）
- 『血と肉』（2017年1月、河出書房新社）ISBN 4309025404
  - 初出: 「血と肉」（『文藝』2016年秋号）

### 単行本未収録作品
- 「明日まで24時間」（『文藝』2011年秋号）
- 「東京宝石箱」（『文藝』2014年冬号）
- 「宝くじ」（『文藝』2019年春号）